# Manuel Angelos Dukas Komnen
Manuel Angelos Dukas Komnen (zm. 1241) – władca (despota)Tesaloniki w latach 1230–1237, władca Tesalii w latach 1239–1241. Brat Teodora Angelosa Dukasa Komnena.
Po klęsce Teodora Dukasa Komnena pod Kłokotnicą, za zgodą zwycięskiego cara bułgarskiego Iwana Asena II Manuel objął rządy nad Tesaloniką, Epirem i Tesalią. Tereny w Tracji, Macedonii oraz część Albanii po bitwie przeszły po panowanie bułgarskie. Jeszcze w tym samym roku uniezależnił się w Epirze nieślubny syn Michała I Angelosa, noszący również imię Michał. Kiedy w 1235 roku car bułgarski zawarł przymierze z cesarzem nicejskim Janem III Watatzesem mające na celu wspólny atak na Konstantynopol, sojuszników wsparł również Manuel. Po dwóch latach oblegania Konstantynopola car bułgarski zmienił jednak politykę na antynicejską, dochodząc widocznie do wniosku, że likwidacja słabego Cesarstwa Łacińskiego przysporzy mu o wiele groźniejszego sąsiada. Car dla odmiany wspólnie z łacinnikami zaatakował wojska nicejskie. Przywrócony wówczas do łask ślepy Teodor Dukas Komnen wrócił do Tesaloniki i w krótkim czasie odsunął od władzy Manuela. Manuel zbiegł na dwór cesarzy nicejskich i w dwa lata później, przy pomocy sił nicejskich opanował Tesalię, w której rządził do śmierci w 1241 roku.